# الانتحار في كوريا الجنوبية

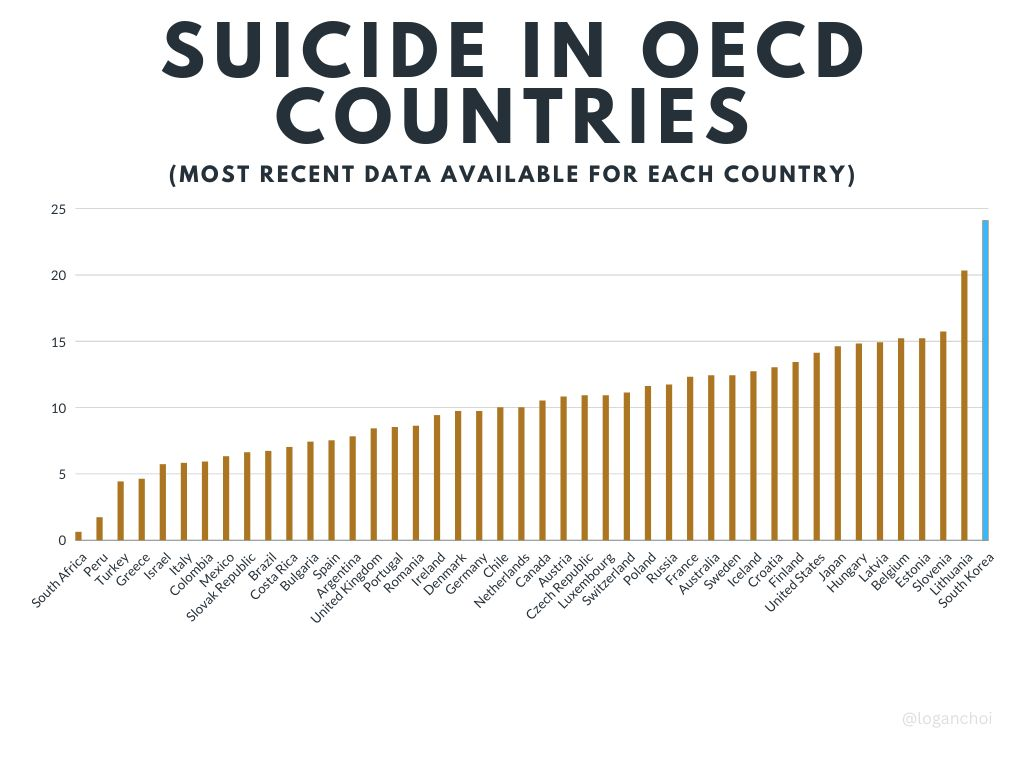
أحدث البيانات المتاحة عن معدلات الانتحار في دول منظمة التعاون الاقتصادي والتنمية لكل 100000 شخص.

الانتحار في كوريا الجنوبية هي ظاهرة تغلغلت بسرعة في السنين الأخيرة بدولة كوريا الجنوبية  بأكثر من ضعف المنتحرين خلال العقد الماضي دون سن الأربعين ، ماحذى بها إلى اعتلاء الرتبة الأولى في صدارة 30 دولة من دول منظمة التعاون الاقتصادي والتنمية ، بمعدل انتحار 42 شخص يومياً والمرتبة الثالثة عالمياً وراء غرينلاند بأعلى معدل للانتحار.

## إحصائيات
بلغت نسبة الوفيات في كوريا الجنوبية بسبب ظاهرة الانتحار إلى أكثر من الضعف خلال العقد الماضي. فحسب ما لاحظ المحلل بارك ليستر ارتفع معدل الانتحار في كوريا الجنوبية من 6.8 لكل 100,000 نسمة في 1982 حتي 28,4 في عام 2011

## ضحايا
يعتبر الانتحار السبب الأكثر شيوعاً للوفاة لمن هم دون سن 40 في كوريا الجنوبية. لكن مع ذلك، أصبحت الظاهرة أكثر انتشاراً في صفوف الكثير من المسنين، إذ بلغ معدل الانتحار في سنة 2003 بالنسبة للأشخاص الذين تتراوح أعمارهم بين 60 و74 سنة حوالي 4.4 مقارنة بالفئة العمرية الشابة مابين 15 و29 سنة، أما معدل الانتحار بالنسبة للأشخاص الذين فاقت أعمارهم أكثر من 75 سنة فبلغ 10.6 وهو معدل كبير جداً.
أكثر من ثلثي حالات الانتحار في سنة 2003 حصدت فئة الذكور بنسبة بلغت حوالي 2:1. وتعتبر وسليتي التسميم والشنق من الأساليب الأكثر شيوعا للانتحار في الفترة ما بين 1993 و 2003 بحوالي 2/3 من كل حالات الانتحار.

## منتحرون مشاهير
استرعى الانتحار في كوريا الجنوبية اهتماماً واسعاً باعتباره مشكلة وطنية كبرى خاصة بعد وفاة العديد من الأوجه الإعلامية البارزة من بينهم:

### مجال الأعمال
- روه مو هيون رئيس كوريا الجنوبية السابق السادس عشر من 25 فبراير 2003 الئ 25 فبراير 2008.
- وريثة رئيس مجموعة سامسونج المليونيرة لي يون هيونغ

### الرياضة
- لاعب البيسبول المحترف من كوريا الجنوبية تشو سونغ مين
- لاعبي كرة القدم المحترفان يون كي وون وتشونغ جونغ كوان.

### الفنانون
- تشا إن ها عضو فرقة سوربرايز يو
- سولي عضوه fx
- جونغهيون من فرقة شايني 2017
- مغنية الكي بوب الكورية الشهيرة بيو ني.
- العارضة داول كيم
- أهن جاي هوان
- جيونغ دا بين (1980)
- لي يون جو
- جانغ جا يون
- تشوي جين شيل (الزوجة السابقة للاعب البيسبول تشو سونغ مين)
- تشوي جين يونغ (الأخ الأصغر لتشوي جين شيل)
- كيم جي هوو
- وو سونغ يون (1983)
- بارك يونغ ها [5]
- جونغ أيول
- كيم جونغ هاك [6]

## أسباب
من بين 29,501 حالة انتحار في كوريا الجنوبية بين عامي 2009 و2010، فإن الأسباب ترجع بنسبة 28.8% (8,489 حالة) إلى الاكتئاب وفقدان الأمل النفسي، يليها الألم الجسدي بنسبة 22.6% (6,672 حالة) ثم الصعوبات الاقتصادية بنسبة 15.9% (4,690)، وأخيراً المشاكل العائلية بنسبة 11.4% (3,363). 
أما حالات الانتحار في صفوف الشباب، فالسبب الأكثر شيوعاً يُعزى للضغط المتصل باختبار القبول في الكلية.

## جمعيات حقوقية
في ديسمبر من العام 2003 تم إنشاء منظمة غير حكومية، تدعى «الرابطة الكورية لمنع الانتحار» والتي تتلقى دعماً من قبل الحكومة منذ عام 2005.

## وصلات خارجية
- كوريا: 44 حالة انتحار يومياً[وصلة مكسورة]
- انتحار ممثلة كبيرة في كوريا الجنوبية يثير مخاوف من انتشار ظاهرة الانتحار
- - أكاديمية الكفن في كوريا للحد من ظاهرة الانتحار!!
- جامعات النخبة في كوريا الجنوبية تعاني من تزايد انتحار طلابها[وصلة مكسورة]
- الاقتصادية : في كوريا الجنوبية.. النجاح أو الانتحار
- كوريا الجنوبية تسجل أعلى نسبة انتحار بالعالم
- كوريا الجنوبية تسجل أعلى نسبة لانتحار النساء في العالم
- مليون حالة انتحار سنويا في العالم من بين عشرة ملايين محاولة الاكتئاب[وصلة مكسورة]
- أعلى 5 دول في العالم من حيث نسبة الانتحار